# ニクラス・アレクサンデション
ニクラス・アレクサンデション（Niclas Alexandersson, 1971年12月29日 - ）はスウェーデン・ハルムスタッド出身の元同国代表サッカー選手。現役時代のポジションはMF、DF。

## 経歴
両サイドのサイドハーフ、サイドバックのポジションをこなした元スウェーデン代表選手。1988年にハルムスタッドBKでプロデビューを果たして下済みを終えた後、アルスヴェンスカンの強豪クラブIFKヨーテボリに1年間所属し、レギュラーとして活躍してリーグ優勝を経験。その後イングランドに渡り、プレミアリーグのシェフィールド・ウェンズデイFCに移籍。2部降格寸前だったチームを支え、ファンの人気を博した。
その実力を同リーグのエヴァートンFCがいち早く見抜き、同クラブから勧誘を受け移籍。2001年、2002年ではチームの主力として活躍した。しかし2002年のシーズン中に大怪我に見舞われると、残りの試合を失うとともに、回復した2003年をも出場機会を失った。彼いわく「自分がダメな選手だと思った」時期だったという。その後出場機会を求めてウェストハム・ユナイテッドFCへ移籍。しかし出場機会は少なく、ベンチ入りでとどまることが多かった。そんな中、2004年のシーズン中、古巣IFKヨーテボリからの移籍の勧誘を受けた。しばらく検討した後、IFKヨーテボリへの移籍を表明。2003年のシーズンの途中にIFKヨーテボリへの移籍を表明。IFKヨーテボリでは移籍直後からレギュラーとして定着し、順調に自分のプレーを取り戻して、2005年からはキャプテンとしてチームを引っ張った。2008年、「自分のパフォーマンスをチーム合わせていくのが年々きつくなっていっている」と語り、その理由をもとに、選手として引退した。引退試合ではヘディングでゴールを決め、最後の華道を飾った。
しかし、2009年シーズン終盤に優勝争いをしていたチーム内でケガ人が続出。チームの窮地を救うために現役復帰を果たし、5試合に出場。
IFブロンマポイカルナ戦で復帰後、初ゴールを挙げた。
代表では1993年のオーストラリア戦で代表デビュー。1994 FIFAワールドカップは当然ながらメンバーに呼ばれなかったものの、大会後からは毎試合のように代表に招集され、スウェーデン代表の右サイドハーフの座を自分のものにした。EURO2000では背番号11でレギュラーとして出場。大会後はホーカン・ミルドから背番号7を継ぎ、以降から背番号は7番が定着した。2002 FIFAワールドカップでも全試合に出場し、初戦のイングランド戦では強烈なミドルシュートによる同点ゴールを決めるなど、「死の組」といわれたグループFの1位通過に大きく貢献した。しかしその後、クラブでの出場機会の減少により代表からも遠ざかってしまう。それによりEURO2004の招集も逃してしまった。その後のIFKヨーテボリへの移籍により何とか自分のプレーを取り戻すも、クリスティアン・ヴィルヘルムソンの台頭により、フレドリック・ユングベリの控えとして左サイドが主戦場となった。しかし2006 FIFAワールドカップ予選中、「攻撃性」を期待されて右のサイドバックに抜擢された。それが思いのほか機能し、以降サイドバックが定着し、2006 FIFAワールドカップでは熾烈なポジション争いの後全4試合を右サイドバックでフル出場を果たした。EURO2008予選では一時期規律違反によりチームから抜けていたクリスティアン・ヴィルヘルムソンの代わりに右サイドハーフでプレーするが、EURO2008本戦ではサイドバックで出場した。初戦での怪我により出場は1試合にとどまったが、この大会を機に代表を引退した。合計109キャップ、7ゴールの代表キャリアとなった。
引退後はヨーテボリのとある学校で教師として働いている(学問に関してではなく)。また、ファッションモデルなどとしても活動しており、スウェーデンの雑誌の表紙を飾ることもある。また、サッカーに関しては、チャリティマッチなどによく参加している。引退に関して後悔していないと語る。彼自身は三兄弟の長男だが、一番末の弟であるダニエル・アレクサンデションもIFKヨーテボリに所属するサッカー選手である。

## エピソード
- 代表内ではテディ・ルチッチ、トビアス・リンデロート、アンデシュ・スヴェンソン、マルクス・アルベックと非常に仲が良く、遠征先などでは常に行動を共にしていた。特にリンデロートとは若い頃にIFKヨーテボリで、さらにはエヴァートンFCでも共にプレーしたため、試合中の連携はおろか、実に仲が良かった。
- 共にプレーしてきた中で、一番うまいと思った選手はウェイン・ルーニーだと語る。
- 選手の中ではまじめで、合宿等で部屋を共にしたステファン・セラコヴィッチは彼の整理整頓さに驚いたという。
- 2009年に入って新たに1人子供が生まれ、現在は3人の子に恵まれている(長男の名前はNoa:ノア)。彼自身が趣味でテニスをしているため、子供たちもテニスが好きだと言う(子供たちはサッカースクールにも通う)。
- 自分がモデルとして活動することに関して「自分でも向いていると思う」と語っている。
- 彼が語るに、人間が一番やってはいけないことは飲酒運転だという。これは真ん中の弟が一度飲酒運転で一時拘束されたことがあるということに関係があると考えられる。

## 代表歴

### 出場大会
- スウェーデン代表
  - 2002 FIFAワールドカップ
  - 2006 FIFAワールドカップ

### 試合数
- 国際Aマッチ 108試合 7得点（1993年-2008年）[1]

| スウェーデン代表 | 国際Aマッチ | 国際Aマッチ |
| 年               | 出場        | 得点        |
| ---------------- | ----------- | ----------- |
| 1993             | 1           | 0           |
| 1994             | 2           | 0           |
| 1995             | 8           | 2           |
| 1996             | 6           | 0           |
| 1997             | 11          | 0           |
| 1998             | 0           | 0           |
| 1999             | 10          | 3           |
| 2000             | 8           | 0           |
| 2001             | 8           | 1           |
| 2002             | 12          | 1           |
| 2003             | 1           | 0           |
| 2004             | 4           | 0           |
| 2005             | 11          | 0           |
| 2006             | 13          | 0           |
| 2007             | 7           | 0           |
| 2008             | 6           | 0           |
| 通算             | 108         | 7           |